# Кирило-Методиевски научен център
Кирило-Методиевският научен център е научно звено в научно-изследователското направление по културноисторическо наследство и национална идентичност на Българската академия на науките. Центърът изследва живота и дейността на светите братя Кирил и Методий и на техните ученици и последователи, историческите извори за тяхното дело и традиции в България и в Европа през Средновековието, Възраждането и в Новото време. Центърът проучва старобългарското книжовно наследство и историческите паметници на българската ръкописна традиция. Създава и поддържа дигиталната научна инфраструктура по кирилометодиевистика „Кирилометодикон“. Собствените издания на центъра и особено списание Palaeobulgarica са сред най-високо ценените в областта на палеославистиката.